# Лиляна Николовска
Лиляна Николовска (на хърватски: Ljiljana Nikolovska, на македонска литературна норма: Лилјана (Љиљана) Николовска) е хърватска и югославска певица, най-известна като вокалистка на група „Магазин“.

## Биография
Родена е на 24 август 1964 година в Сплит, тогава в Социалистическа федеративна република Югославия. Баща ѝ, като военно лице, се премества в Хърватия от реканското село Битуше. Занимава се с музика и става вокалистка на група „Магазин“. С нея записва седем албума и участва в много компилации от 1982 до средата на 1990 година, а след това и в началото на XXI век.
От 1995 година Лиляна е женена за музиканта Пийт Мазик, от когото има син. Живее и работи в Сан Педро, Калифорния, САЩ.

## Дискография

### Студийни албуми с група „Магазин“
- Kokolo (1983)
- O, la, la (1984)
- Piši mi (1985)
- Put putujem (1986)
- Magazin (1987)
- Besane noći (1988)
- Dobro jutro (1989)

### Студийни албуми
- Let (1991)

### Компилации с група „Магазин“
- Svi najveći hitovi 1983-1990 (1990)
- Najbolje godine  (1993)
- Dueti (2005)
- The platinium collection (2006)
- Najljepše ljubavne pjesme (1983-1990) (2010)
- 100 originalnih pjesama (2013)
- Best of Collection (1983-1990) (2018)